# Pinus krempfii
Pinus krempfii ist eine Pflanzenart aus der Gattung der Kiefern (Pinus) innerhalb der Familie der Kieferngewächse (Pinaceae). Das natürliche Verbreitungsgebiet liegt in Vietnam. Die Bestände sind in den letzten 150 Jahren durch die Umwandlung von Waldgebieten in landwirtschaftliche Flächen, durch den starken Anstieg der lokalen Bevölkerung aber auch als Folge des Vietnamkriegs um 30 Prozent zurückgegangen. Sie wird in der Roten Liste der IUCN als „gefährdet“ eingestuft.

## Beschreibung

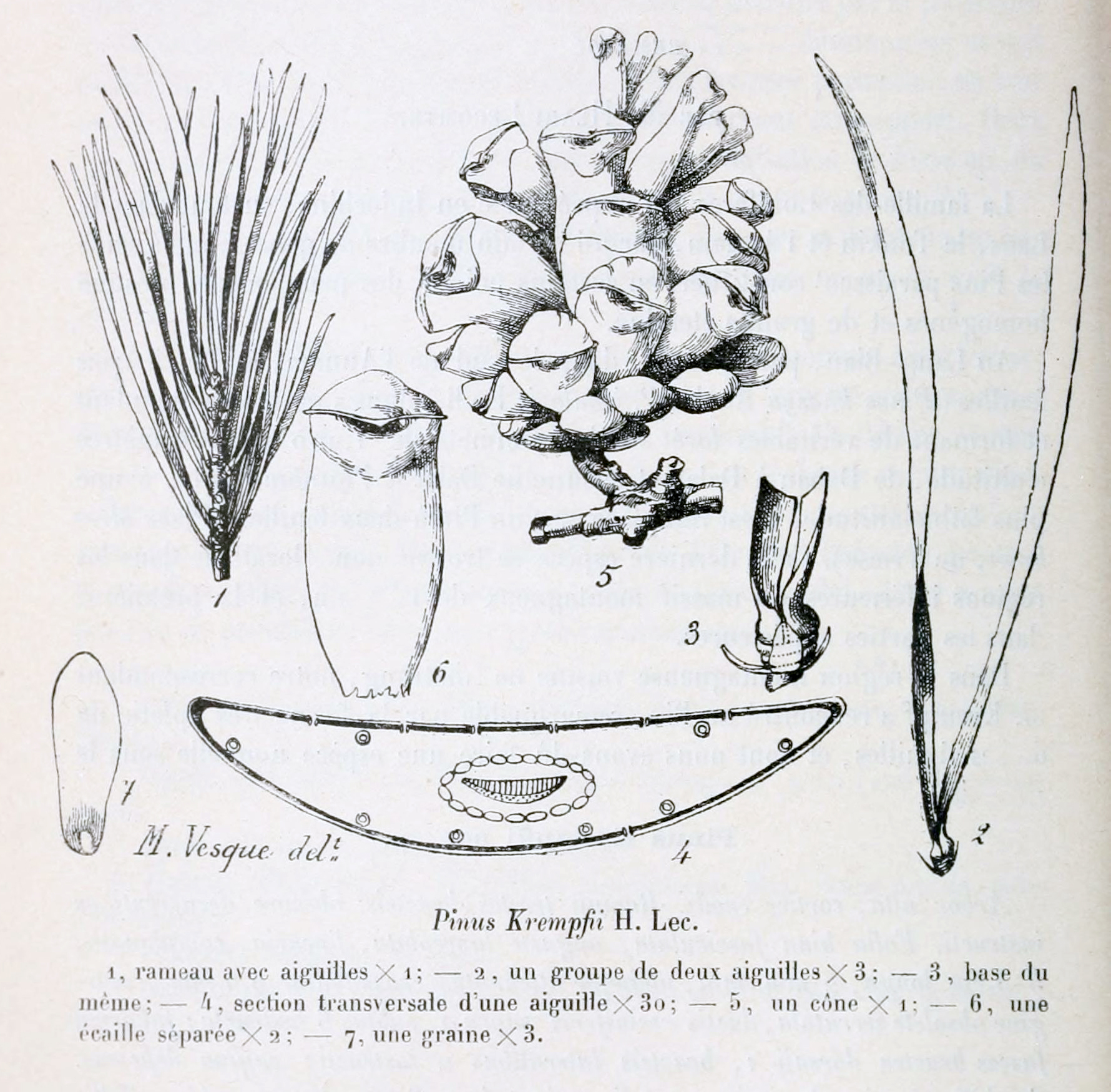
Illustration aus Bulletin du Muséum National d'Histoire Naturelle von Paul Lecomte 1921

### Erscheinungsbild
Pinus krempfii wächst als immergrüner, mit Wuchshöhen von meist bis 40 selten bis zu 50 Metern relativ großer Baum. Der Stamm ist aufrecht, gerade und erreicht Brusthöhendurchmesser von 3 bis selten 4 Metern. Es werden häufig Brettwurzeln gebildet. Die Stammborke ist graubraun bis grau, bei jungen Bäumen glatt und bei großen, älteren Bäumen rau und schuppig, mit unregelmäßig geformten Platten, die durch flache Risse getrennt werden. Die Äste sind lang und stehen weit ausgebreitet oder nahe der Spitze aufsteigend. Sie bilden eine breit kuppelförmige bis flache, dichte oder mehr offene Krone. Benadelte Zweige sind dünn, kahl, mehrknotig, nachdem die Niederblätter abgefallen sind glatt, anfangs hellbraun und später grau.

### Knospen und Nadeln
Die vegetativen Knospen sind mit einer Länge von bis etwa 5 Millimeter relativ klein, nicht harzig und bilden beinahe stetig neue Triebe und Nadeln.
Die Nadeln wachsen zu zweit in einer früh hinfälligen, basalen, 2,0 bis 2,5 Zentimeter langen Nadelscheide. Die Nadelscheide besteht aus wenigen dünnen, spitzen Schuppen, die unabhängig voneinander abfallen. Die Nadeln sind nicht hängend, gerade oder leicht gebogen, meist 4 bis 5 Zentimeter, seltener bis 7 Zentimeter lang, sehr flach und 1,5 bis 5 Millimeter breit. Im ersten Drittel der Länge können sie verdreht sein. Sie haben auf jeder Seite eine schmale Mittelrippe und die Ränder laufen langsam zu einem spitzen Ende zusammen. Die adaxiale Seite ist grün, die abaxiale Seite ist glauk-grün und zeigt dünne Spaltöffnungslinien. Es werden vier bis zehn dünne Harzkanäle gebildet. Die Nadeln bleiben zwei bis sechs oder auch mehr Jahre am Baum.

### Zapfen und Samen
Die Pollenzapfen wachsen in Gruppen an der Basis junger Triebe. Sie sind hellbraun, klein und erreichen voll ausgewachsen eine Länge von 7 Millimetern.
Die Samenzapfen stehen aufrecht einzeln oder häufiger in Paaren auf dünnen, 2 bis 3 Zentimeter langen Stielen. Die Samenzapfen sind anfangs hellgrün und bei Reife braun und sind. Die 5 bis 7 Zentimeter langen Samenzapfen sind geschlossen schmal eiförmig und haben geöffnet Durchmesser von 3 bis 5 Zentimetern. Die Zapfen reifen nach 2 Jahren und fallen nach Abgabe der Samen vom Baum. Die relativ wenigen, 40 bis 60 Samenschuppen sind weich holzig, länglich-konkav und bei Reife dunkelbraun. Die Apophyse ist hellbraun oder hell rötlich-braun, hart holzig, verdickt, im Umriss mehr oder weniger rhombisch oder mit gerundetem oberen Rand und deutlich quer gekielt. Der rautenförmige Umbo liegt dorsal. Er ist erhöht oder mehr oder weniger flach, spitz und mit einem kleinen, bleibenden Stachel bewehrt.
Die beinahe schwarzen Samen sind mit einer Länge von 2,5 bis 3 Millimetern sehr klein und mehr oder weniger eiförmig. Der Samenflügel ist mit einer Länge von 17 bis 20 Millimetern und einer Breite von 4 bis 5 Millimetern lang und schmal und kann sich leicht vom Samen lösen.

## Verbreitung, Standorte und Gefährdung

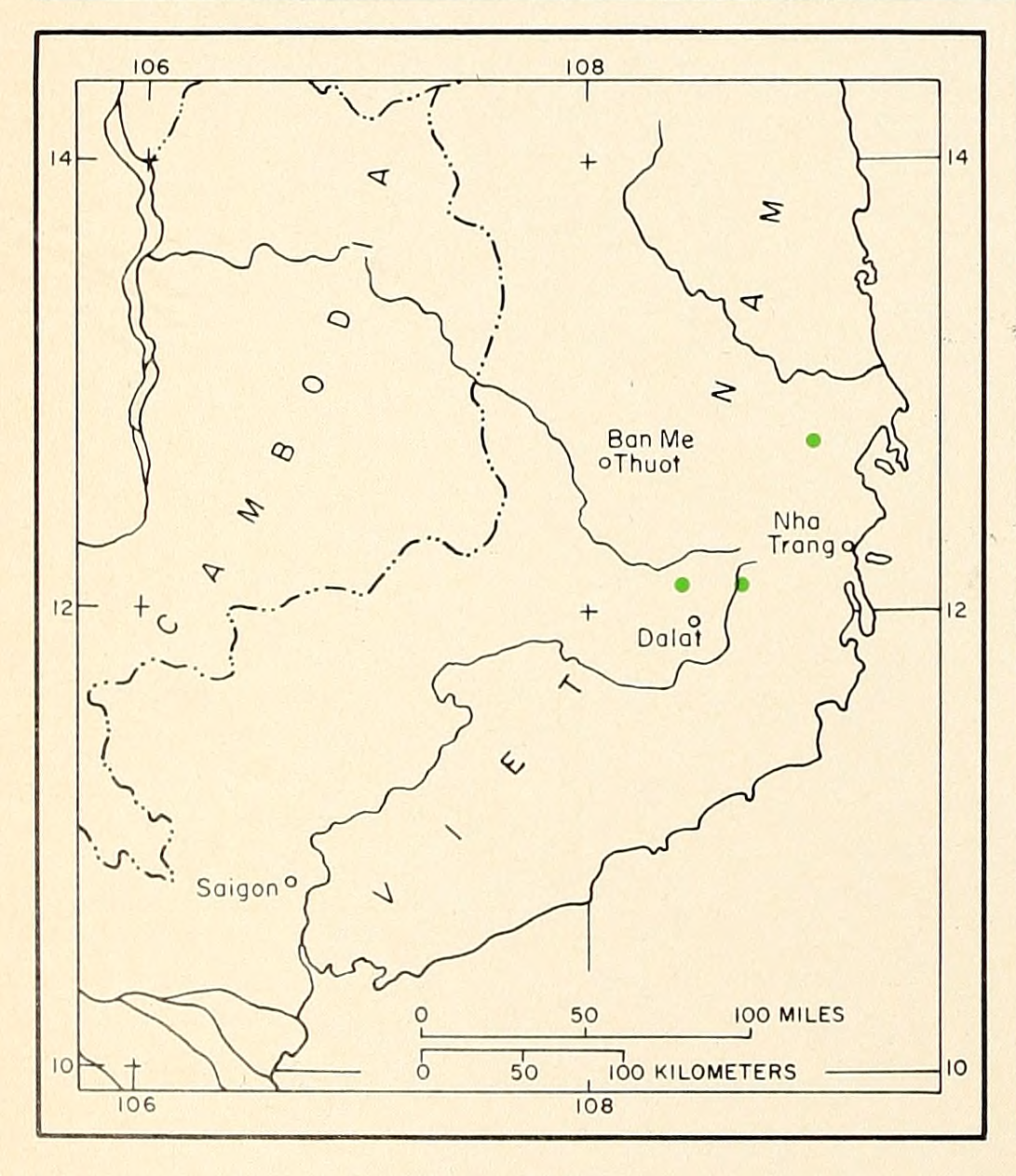
Verbreitungskarte

Das natürliche Verbreitungsgebiet von Pinus krempfii liegt im Süden Vietnams im Truong-Son-Gebirge zwischen Đà Lạt und Nha Trang. Es sind weniger als zehn Fundorte noch bekannt.
Man findet Pinus krempfii in Höhenlagen von 1200 bis 2000 Metern, meist jedoch zwischen 1500 und 1800 Metern, oft in steilen Berghängen und auf Bergkämmen. Das Verbreitungsgebiet wird der Winterhärtezone 9 zugerechnet mit mittleren jährlichen Minimaltemperaturen zwischen −6,6 und −1,2 °Celsius (20 bis 30 °Fahrenheit). Die mittlere Jahrestemperatur liegt bei 14 bis 20° Celsius. Die mittlere Jahresniederschlagsmenge übersteigt 1500 Millimeter mit einer Trockenzeit von Dezember bis Juli. Meist wächst Pinus krempfii auf gut entwässerten, sauren, lateritischen und nährstoffarmen Lehmböden.
Pinus krempfii ist eine seltene Art, die in primären, geschlossenen, tropischen Bergregenwäldern wächst, wo sie die Baumkronen der Laubbäume, meist Arten der Buchengewächse (Fagaceae) und der Lorbeergewächse (Lauraceae), überragt. Sie kann auch unter dem immergrünen Dach der Laubbäume gedeihen, was für Kiefernarten eher untypisch ist. Man findet sie zusammen mit anderen Koniferen wie der Fujian-Zypresse (Fokienia hodginsii), Pinus dalatensis und der Breiten Harzeibe (Dacrydium elatum). Untersuchungen der Jahresringe zeigen, dass sie ein Alter von über 1000 Jahren erreichen kann. Es handelt sich wahrscheinlich um eine langlebige Art, die auf Waldschäden angewiesen ist, um sich erfolgreich fortzupflanzen. Es gibt jedoch keine detaillierten Untersuchungen zur Ökologie.

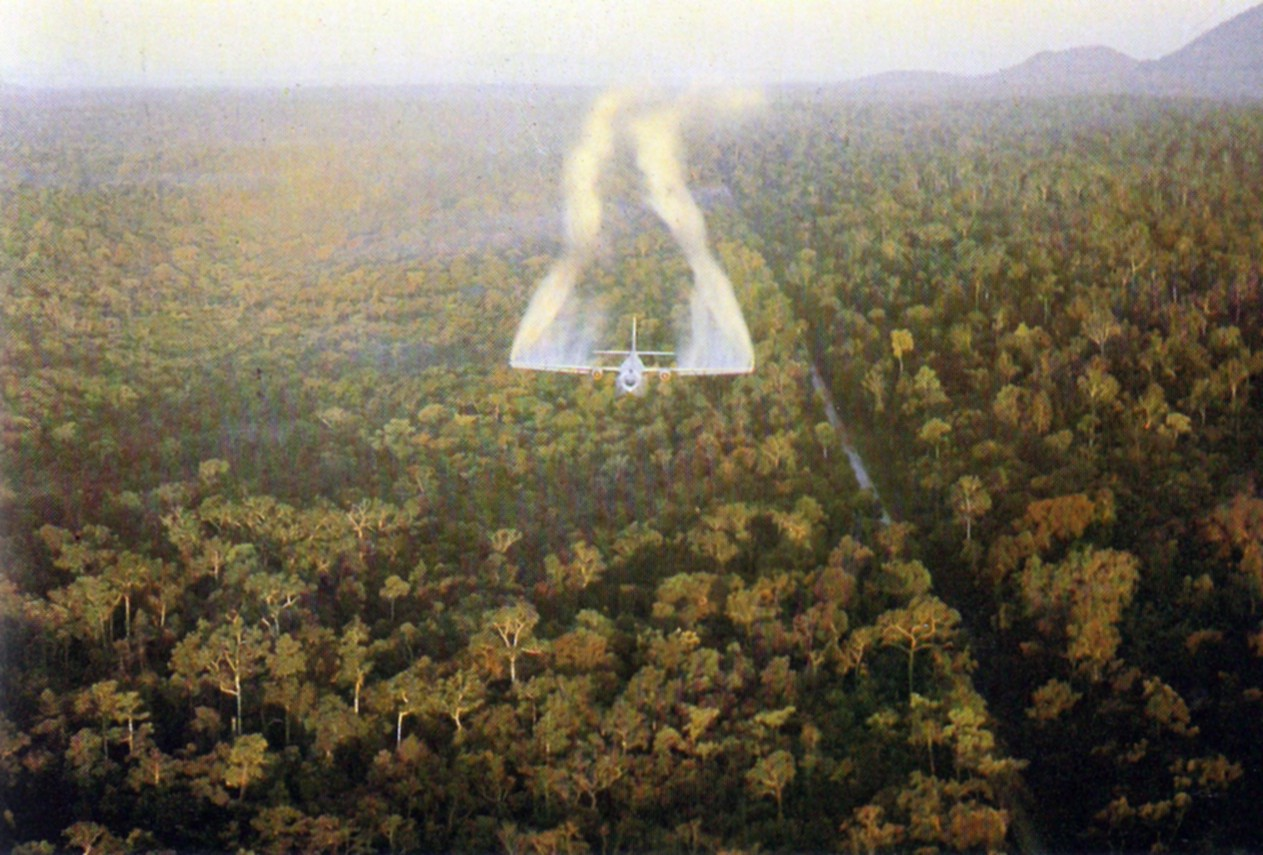
Versprühen des Entlaubungsmittels Agent Orange im Vietnamkrieg

In der Roten Liste der IUCN wird 2011 Pinus krempfii als „gefährdet“ (= „Vulnerable“) eingestuft. Die Bestände haben sich in den letzten 150 Jahren um 30 Prozent verringert, was auf die Umwandlung von Waldgebieten in landwirtschaftliche Flächen, dem raschen Ansteigen der Bevölkerung aber auch auf die Folgen des Vietnamkriegs in den 1960er-Jahren zurückgeführt wird. Die bestehenden Bestände sind durch illegales Abholzen von Bäumen auch weiterhin gefährdet. Das Areal erstrecken sich über ein Gebiet von zusammengenommen weniger als 500 Quadratkilometern, das in höheren Lagen im Grenzbereich der Provinzen Đắk Lắk, Lâm Đồng, Khánh Hòa und Ninh Thuận liegt. Doch gibt es zumindest fünf Populationen, die kaum fragmentiert sind. Pinus krempfii wurde daher nicht als stark gefährdet (= "Endangered") eingestuft. Die größte Gefährdung geht von der weiteren Fragmentierung der Bestände durch Infrastrukturmaßnahmen aus, von erhöhter Feuergefahr und von der Ausbreitung von Kaffeeplantagen auch in die geschützten Gebiete. Doch liegen die meisten Bestände in geschützten Gebieten wie dem BiDoup Nui-Ba National Park und die Bäume dürfen in Vietnam nicht gefällt werden.

## Systematik
Die Erstbeschreibung von Pinus krempfii erfolgte 1921 durch Paul Lecomte in Bulletin du Muséum National d'Histoire Naturelle, Volume 27, Seite 191. Das Artepitheton krempfii ehrt M. Krempf, der das Typus-Exemplar 1921 gefunden hat.
Pinus krempfii ist die einzige Art der Untersektion Krempfianae, die zur Sektion Quinquefoliae aus der Untergattung Strobus innerhalb der Gattung Pinus gehört. Diese Art unterscheidet sich durch die außergewöhnlich flachen Nadeln so stark von anderen Kiefernarten, dass sie als Ducampopinus krempfii (Lecomte) A.Chev. sogar einer eigenen Gattung zugeordnet wurde. Die meisten anderen Eigenschaften entsprechen jedoch denen anderer Kiefernarten. So ähneln die Samenzapfen denen der nordamerikanischen Art Pinus balfouriana, was dazu führte, dass diese Art auch schon in die Untersektion Balfourianae eingeordnet wurde. DNA-Untersuchungen unterstützen jedoch eindeutig die Einordnung in die Gattung Pinus und mit hohem Wahrscheinlichkeitsgrad in die Untergattung Strobus. Sie zeigen auch eine nähere Verwandtschaft mit asiatischen Arten – beispielsweise mit Vertretern der Untersektion Gerardianae – als mit amerikanischen Arten.

## Verwendung
Aufgrund der Größe und der guten Qualität der Holzes hat Pinus krempfii großes Potential als Holzlieferant, doch werden die Bestände nicht wirtschaftlich genutzt. Versuche Pinus krempfii zu kultivieren waren nicht erfolgreich, wahrscheinlich aufgrund der speziellen Ansprüche dieser Art. Exemplare in Kultur sind nicht bekannt (Stand 2010).